# ایستگاه متروی اوکسبریج
ایستگاه متروی اوکسبریج (انگلیسی: Uxbridge tube station) یکی از ایستگاه‌های متروی لندن است.
این ایستگاه که در ناحیه اوکسبریج قرار دارد در سال ۱۹۰۴ افتتاح شده و جزئی از خط پیکدیلی و خط متروپولیتن می‌باشد.

## نگارخانه

۱۹۳۳
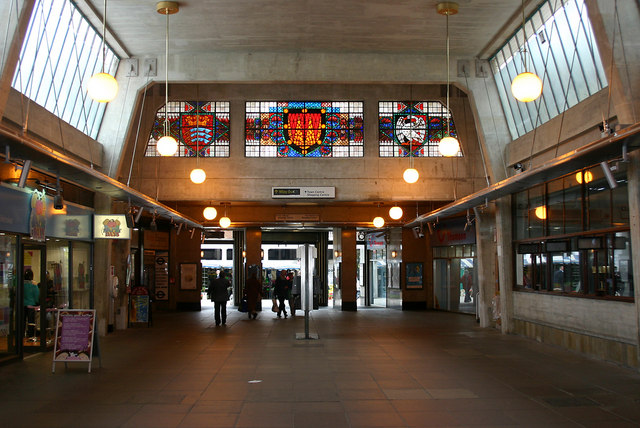
گیشه خرید بلیط
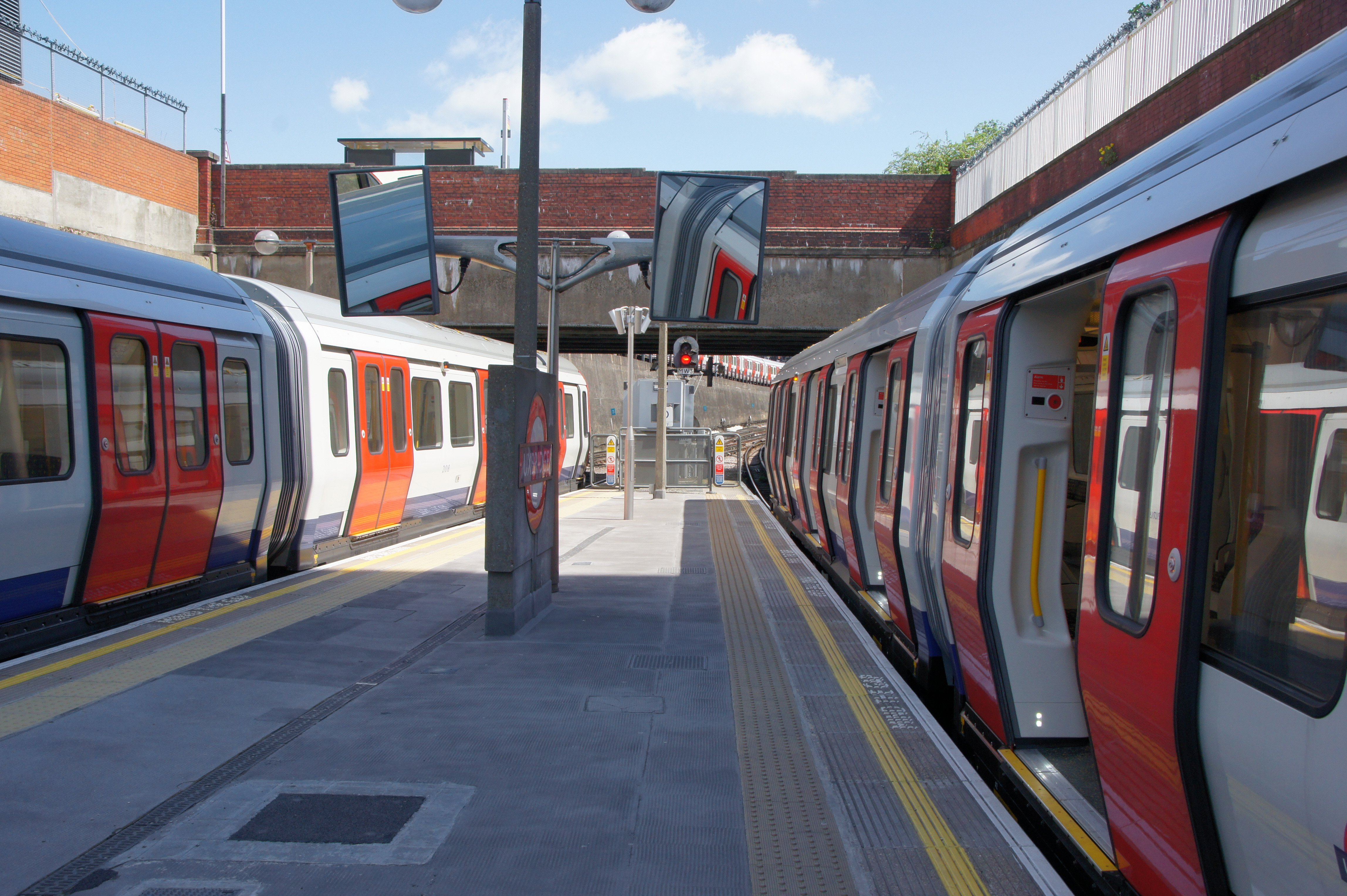
سکو ۳ (راست)